# Seymour Barab
Seymour Barab   (Chicago, 9 de gener de 1921 - Manhattan, 28 de juny de 2014) va ser un compositor nord-americà d'òpera, cançons i música instrumental i de cambra, així com violoncel·lista, organista i pianista. Va ser conegut sobretot per les seves òperes de contes de fades per a públic jove, com Chanticleer i Little Red Riding Hood (Caputxeta Vermella). Va ser membre des de molt de temps del "Philip Glass Ensemble".

## Biografia
Barab era fill de Samuel Barab i Leah Yablunky. Els dos pares de Barab eren immigrants polonesos, que van emigrar per separat i es van conèixer als Estats Units. El seu germà gran, Abraham (n. 1913), més tard va canviar el seu nom per Oscar. El pare de Barab també va canviar el seu nom en anys posteriors pel de Leo. La família tenia pocs diners, però els pares de Barab consideraven la cultura important, i li van donar classes de piano, des de petit, al principi amb la seva tia, Gertrude Yablunky.
Quan Barab tenia tretze anys, va començar el seu primer treball musical com a organista per a una església de gaudi espiritual a la qual assistia la seva tia. Barab va començar a estudiar violoncel quan va ingressar a la "Lane Tech High School" de Chicago el 1935. Lane Tech va oferir un programa de música de quatre anys i va obligar a cada estudiant a estudiar un instrument orquestral. Més tard va dir de la seva elecció: "Van passar que necessitaven violoncels. Si haguessin necessitat un corn francès, jo seria un corn francès". Barab també va prendre classes amb el director d'orquestra de l'institut. Mentre estava a Lane Tech, Barab es va fer amic de Ben Weber i George Perle, els quals es convertirien en compositors contemporanis coneguts. Junts, el 1938, els tres van fundar el "New Music Group" de Chicago que presentava música contemporània del segle xx. Van programar les seves pròpies composicions a més d'obres d'altres compositors contemporanis. Sobretot, van donar la premier a Chicago del First String Quartet de Béla Bartók. Barab es va convertir en un campió de tota la vida de la música contemporània. Barab va dir més tard de Weber i Perle:
| «        | Vaig aprendre d'ells. Vaig aprendre tot sobre la música, realment. Em va donar alguna cosa a la qual dedicar-me, música sense tocar per compositors talentosos. Per descomptat, tots érem molt joves aleshores. Només vaig decidir que això era el que volia fer, en lloc de tocar el repertori del concert i el repertori de la sonata. | » |
| — Barab, | |   |

## Carrera de rendiment
Després d'acabar el batxillerat, Barab va començar la seva primera posició professional com a violoncel·lista a l'Orquestra Simfònica d'Indianapolis. Això va ser seguit per posicions amb orquestres en altres ciutats dels Estats Units com Cleveland, Filadèlfia, San Francisco i Portland, Oregon. i amb l'Orquestra Cívica de Chicago i la Filharmònica de Brooklyn. Barab va recordar més tard:
| «        | Vaig passar d'una [orquestra] a l'altra, cosa que és difícil d'imaginar en aquests dies... Et vas quedar en una, una temporada. Després, vas passar a una orquestra millor. | » |
| — Barab, | |   |

Durant la Segona Guerra Mundial, Barab es va unir a l'Armada com a músic i va estar destinat al "Philadelphia Navy Yard" on va aprendre a tocar el clarinet i va tocar a la banda militar. Segons Barab, la raó principal per la qual estava estacionat al Philadelphia Navy Yard va ser perquè el director Eugene Ormandy el va reclutar com a violoncel·lista perquè hi hagués una orquestra de corda "per tocar per al dinar de l'oficial". Durant aquest temps, Barab va tocar amb l'Orquestra de Filadèlfia i va estudiar violoncel amb Gregor Piatigorsky, que estava ensenyant al Curtis Institute of Music. Cap al final de la guerra, Barab es va casar amb Shirley Gabis, però el matrimoni va acabar en una nul·litat cinc anys després. Barab i la seva dona es van traslladar a la ciutat de Nova York, on va tocar tant a l'"American Broadcasting Company" com al "Columbia Broadcasting System". També va tocar al "Galimir String Quartet" i va ajudar a fundar el "New Music Quartet" de Nova York. Amb Noah Greenberg, més tard va fundar el "New York Pro Musica Antiqua" en el qual Barab tocava la viola da gamba.

## Carrera compositiva i estil musical
Barab va començar a compondre durant un any que va passar a París, França, de 1950 a 1951 al G.I. Bill. Allà va treballar amb Rene Liebowitz com a productor discogràfic, i junts van gravar òperes i simfonies. Quan se li va preguntar què el va atraure a la composició, Barab va respondre:
| «        | Finalment vaig arribar a pensar que els compositors tenien una vida molt millor que jo, podien fer el que feien a qualsevol lloc, però jo estava una mica enganxat amb una feina o amb compromisos, aquest tipus de coses sempre m'ha interessat fer el tonto per escriure música. | » |
| — Barab, | |   |

Barab també va suggerir que la seva relació amb una cantant, Pat Neway, i el piano vertical al seu pis parisenc llogat, que va portar a l'inici de la seva composició a França, dient:
| «        | Jo tocaria i ella cantaria. A poc a poc, vaig començar a interessar-me per escriure per a la veu. | » |
| — Barab, |                                                                                                   |   |

Barab va escriure cançons estrictament quan estava a París, però aviat va començar a aventurar-se en altres gèneres.
Al seu retorn de París, a Barab se li va oferir una plaça com a professor ajudant de violoncel al "Black Mountain College" de Carolina del Nord. Allà va conèixer la seva segona esposa, Mary Ann, amb qui va tenir dos fills, Miriam i Jesse, i també va completar un dels seus primers cicles de cançons, A Child's Garden of Verses. L'enregistrament d'aquest cicle de cançons, cantat per Russell Oberlin, es va vendre bé i va portar a Barab a rebre una feina com a professor de composició a la Universitat de Rutgers. Va agafar una altra feina al Conservatori de Música de Nova Anglaterra iniciant el Composer's Quartet. Va recordar:
| «        | La nostra idea llavors era no fer més que música contemporània i sobretot música contemporània que ningú més tocaria. M'encantava això, fer coses que simplement no es faran. Això em va donar un propòsit real a la vida. | » |
| — Barab, | |   |

Dos dels seus cicles de cançons més es van publicar abans de finals de la dècada de 1950 que van continuar augmentant la seva reputació com a compositor de música tonal, és a dir, Four Songs and Songs of Perfect Propriety.
A mitjans de la dècada de 1950, Barab va començar a treballar en la composició d'òpera, col·laborant amb el llibretista M. C. Richards en una peça d'un acte que finalment es convertiria en la seva primera òpera, Chanticleer. Chanticleer es va estrenar a Aspen, Colorado, el 4 d'agost de 1956, va rebre crítiques favorables i va obtenir èxit. David M. Epstein va fer una ressenya de l'estrena a Musical America, afirmant que: 
| «                   | La peça és un assumpte d'humor fet amb un toc lleuger i deliciós. Barab ha proporcionat una ambientació harmoniosa, relativament senzilla harmònicament, però manejada amb frescor... Amb el seu petit repartiment i Una escriptura encantadora, aquesta hauria de ser una obra popular entre petites companyies. | » |
| — David M. Epstein, | |   |

Barab va arribar a ser conegut per aquest estil musical senzill i afinat en les seves composicions al llarg de la seva carrera. El 1957, la segona òpera de Barab, A Game of Chance, amb llibret d'E. Manacher, es va estrenar a Rock Island, Illinois, i també va tenir una bona acollida.
L'òpera de Barab del conte de fades La Caputxeta Vermella (1962) no només és la seva òpera més interpretada, sinó que és l'òpera més interpretada per qualsevol compositor nord-americà. Va obrir el camí per a més contes de fades i òperes infantils de Barab per les quals és més conegut. Barab va compondre l'òpera per a un programa anomenat "Young Audiences" que va girar per les escoles públiques. Per primera vegada, el mateix Barab va escriure el llibret, oferint un pròleg en què el cantant que interpreta el paper del llop es maquilla a l'escenari davant el públic, permetent als nens veure la transformació per assegurar-los que el llop és realment només un home vestit. En les seves altres òperes de contes de fades, Barab va continuar retallant o contextualitzant la violència, de vegades ajustant la història per emfatitzar el punt moral.
El 1971 Barab es va divorciar de Mary Ann i el 1972 es va casar per tercera vegada amb Margie King. Junts van tenir una filla, Sarah. Barab va continuar component noves obres. La seva òpera de llarga durada Phillip Marshall va ser nominada al Premi Pulitzer. Gerald Helund, en una revisió de Phillip Marshall, va comentar que: 
| «                | El llibret de Barab està ple de poder, credibilitat i caràcter, amb profunditat, animació i color. Aquesta obra 'mainstream' de la Guerra Civil forma part de l'agenda operística de 1976 amb The Crucible de Ward. i l'Òpera Americana de Floyd no podria tenir tres representants millors. | » |
| — Gerald Helund, | |   |

Barab va continuar sent un compositor actiu fins a la seva mort als 93 anys a Manhattan, Nova York, component òperes, cançons, obres instrumentals i obres instrumentals narrades innovadores. El 1998 va rebre un premi a la seva trajectòria per la National Opera Association.